# 拉馬辛·奧斯簡
拉馬辛·奧斯簡（土耳其語：Ramazan Özcan，德語發音：[ˈʁamazan ˈʔøːsdʒan]；（1984年6月28日—）），奧地利職業足球員，司職守門員，現時已退役。